# عمر الشارني
عمر الشارني هو فيلسوف تونسي يدرس بكبريات الجامعات الفرنسية.

## أعماله
- الثورة التونسية : الإمساك بزمام التاريخ، (بالفرنسية)